# 2002-es MTV Video Music Awards
A 2002-es MTV Video Music Awards díjátadója 2002. augusztus 29-én került megrendezésre, és a legjobb, 2001. június 9-től 2002. május 31-ig készült klipeket díjazta. Az est házigazdája Jimmy Fallon volt. A díjakat a New York-i Radio City Music Hall-ban adták át.
Az átadó egyik legemlékezetesebb pillanata az volt, amikor Michael Jackson egy szobrot kapott születésnapja alkalmából, ő pedig ezt az "Évezred előadója" díjnak tartotta.
Az este fellépői közé tartozott Eminem, aki négy díjjal távozott az átadóról, Avril Lavigne, aki élete első VMA-ját kapta meg az este. Az átadón állt újra a színpadra Axl Rose az új Guns N’ Roses-zal.

## Jelöltek
A győztesek félkövérrel vannak jelölve.

### Az év videója
Eminem — Without Me
- Linkin Park — In the End
- ’N Sync — Gone
- Nas — One Mic
- P.O.D. — Alive
- The White Stripes — Fell in Love with a Girl

### Legjobb férfi videó
Eminem — Without Me
- Craig David — Walking Away
- Enrique Iglesias — Hero
- Elton John — This Train Don't Stop There Anymore
- Nelly — #1
- Usher — U Got It Bad

### Legjobb női videó
Pink — Get the Party Started
- Ashanti — Foolish
- Michelle Branch — All You Wanted
- Shakira — Whenever, Wherever
- Britney Spears — I'm a Slave 4 U

### Legjobb csapatvideó
No Doubt (közreműködik Bounty Killer) — Hey Baby
- Blink-182 — First Date
- Dave Matthews Band — Everyday
- Linkin Park — In the End
- ’N Sync (közreműködik Nelly) — Girlfriend
- P.O.D. — Alive

### Legjobb új előadó egy videóban
Avril Lavigne — Complicated
- Ashanti — Foolish
- B2K — Uh Huh
- John Mayer — No Such Thing
- Puddle of Mudd — Blurry

### Legjobb pop videó
No Doubt (közreműködik Bounty Killer) — Hey Baby
- Michelle Branch — All You Wanted
- ’N Sync (közreműködik Nelly) — Girlfriend (Remix)
- Pink — Get the Party Started
- Shakira — Whenever, Wherever

### Legjobb rock videó
Linkin Park — In the End
- Creed — My Sacrifice
- Jimmy Eat World — The Middle
- Korn — Here to Stay
- P.O.D. — Youth of the Nation
- System of a Down — Chop Suey!

### Legjobb R&B videó
Mary J. Blige — No More Drama
- Aaliyah — Rock the Boat
- Ashanti — Foolish
- Alicia Keys — A Woman’s Worth
- Usher — U Got It Bad

### Legjobb rap videó
Eminem — Without Me
- DMX — Who We Be
- Ludacris (közreműködik Sleepy Brown) — Saturday (Oooh! Ooooh!)
- Nas — One Mic
- P. Diddy (közreműködik Black Rob és Mark Curry) — Bad Boy for Life

### Legjobb hiphopvideó
Jennifer Lopez (közreműködik Ja Rule) — I'm Real (Remix)
- Busta Rhymes (közreműködik P. Diddy és Pharrell)— Pass the Courvoisier, Part II
- Missy Elliott (közreműködik Ludacris és Trina) — One Minute Man
- Fat Joe (közreműködik Ashanti) — What's Luv?
- Ja Rule (közreműködik Ashanti) — Always on Time
- OutKast (közreműködik Killer Mike) — The Whole World

### Legjobb dance videó
Pink — Get the Party Started
- Dirty Vegas — Days Go By
- Kylie Minogue — Can’t Get You out of My Head
- Shakira — Whenever, Wherever
- Britney Spears — I'm a Slave 4 U

### Legjobb filmből összevágott videó
Chad Kroeger (közreműködik Josey Scott) — Hero (a Pókember filmből)
- Ludacris (közreműködik Nate Dogg) — Area Codes (a Csúcsformában 2. filmből)
- Nelly — #1 (a Kiképzés filmből)
- Will Smith — Black Suits Comin' (Nod Ya Head) (a Men in Black - Sötét zsaruk 2. filmből)

### Legnagyobb áttörés
The White Stripes — Fell in Love with a Girl
- Cake — Short Skirt/Long Jacket
- Coldplay — Trouble
- The Crystal Method — Name of the Game
- DMX — Who We Be
- Maxwell — This Woman's Work

### Legjobb rendezés
Eminem — Without Me (Rendező: Joseph Kahn)
- Missy Elliott (közreműködik Ludacris és Trina) — One Minute Man (Rendező: Dave Meyers)
- Elton John — This Train Don't Stop There Anymore (Rendező: David LaChapelle)
- P.O.D. — Alive (Rendező: Francis Lawrence)
- Red Hot Chili Peppers — By The Way (Rendező: Jonathan Dayton és Valerie Faris)

### Legjobb koreográfia
Kylie Minogue — Can't Get You out of My Head (Koreográfus: Michael Rooney)
- Mary J. Blige — Family Affair (Koreográfus: Fatima Robinson)
- Britney Spears — I'm a Slave 4 U (Koreográfus: Wade Robson)
- Usher — U Don't Have to Call (Koreográfus: Rosero)

### Legjobb speciális effektek
The White Stripes — Fell in Love with a Girl (Speciális effektek: Twisted Labs és Sebastian Fau)
- Missy Elliott (közreműködik Ludacris és Trina) — "One Minute Man" (Speciális effektek: Nathan McGuinness és Marc Varisco)
- P.O.D. — Alive (Speciális effektek: Pixel Envy)
- Will Smith — Black Suits Comin' (Nod Ya Head) (Speciális effektek: Pixel Envy)

### Legjobb művészi rendezés
Coldplay — Trouble (Művészi rendezés: Tim Hope)
- Missy Elliott (közreműködik Ludacris és Trina) — One Minute Man (Művészi rendezés: Mike Martella)
- Elton John — This Train Don't Stop There Anymore (Művészi rendezés: Kirsten Vallow)
- Quarashi — Stick 'Em Up (Művészi rendezés: Bruton Jones)

### Legjobb vágás
The White Stripes — Fell in Love with a Girl (Vágó: Mikros and Duran)
- Missy Elliott (közreműködik Ludacris és Trina) — "One Minute Man" (Vágó: Jay Robinson)
- Eminem — Without Me (Vágó: Joseph Kahn)
- System of a Down — Chop Suey! (Vágó: Nicholas Erasmus)

### Legjobb operatőr
Moby — We Are All Made of Stars (Operatőr: Brad Rushing)
- Missy Elliott (közreműködik Ludacris és Trina) — One Minute Man (Operatőr: Karsten "Crash" Gopinath)
- Alicia Keys — A Woman’s Worth (Operatőr: John Perez)
- Shakira — Whenever, Wherever (Operatőr: Pascal Lebegue)

### MTV2 díj
Dashboard Confessional — Screaming Infidelities
- The Hives — Hate to Say I Told You So
- Norah Jones — Don’t Know Why
- Musiq Soulchild — Halfcrazy
- Nappy Roots (közreműködik Jazze Pha)  — Awnaw
- The Strokes — Last Nite

### Közönségdíj
Michelle Branch — Everywhere
- B2K — Uh Huh
- Brandy — What About Us?
- Eminem — Without Me
- Enrique Iglesias — Hero
- P.O.D. — Alive

### Nemzetközi közönségdíj

#### MTV Australia
Holly Valance — Kiss Kiss
- 1200 Techniques — Karma
- GT — (This Is Not a) Love Song
- Kylie Minogue — Can’t Get You out of My Head
- Silverchair — The Greatest View

#### MTV Brasil
Titãs — Epitáfio
- Arnaldo Antunes — Essa Mulher
- Capital Inicial — A Sua Maneira
- Charlie Brown Jr. — Hoje Eu Acordei Feliz
- Cidade Negra — Girassol
- CPM 22 — Tarde de Outubro
- Engenheiros do Hawaii — 3a do Plural
- Kelly Key — Baba
- KLB — Olhar 43
- Raimundos — Sanidade
- O Rappa — Instinto Coletivo
- Rodox — Olhos Abertos
- Sandy & Junior — O Amor Faz
- Skank — Tanto
- Supla — Garota de Berlim
- O Surto — O Veneno
- Xis — Chapa o Coco

#### MTV Canada
Nickelback — Too Bad
- Choclair — Light It Up
- Remy Shand — Rocksteady
- Sloan — If It Feels Good, Do It
- Swollen Members — Fuel Injected

#### MTV China
Zheng Jun — 1/3 Dream
- Han Hong — Awake
- Na Ying — I Like You Only
- Sun Nan — As Long as You Are Well
- Yu Quan — The Train That Goes to Spring

#### MTV Latin America (North)
Shakira — Suerte
- Enrique Iglesias — Héroe
- Juanes — A Dios le Pido
- Jumbo — Cada Vez Que Me Voy
- Celso Piña (közreműködik Control Machete és Blanquito Man) — Cumbia sobre el Rio
- Paulina Rubio — Si Tú Te Vas

#### MTV Latin America (Pacific)
Juanes — A Dios le Pido
- Enrique Iglesias — Héroe
- Javiera y Los Imposibles — Maldita Primavera
- Nicole — Viaje Infinito
- Stereo 3 — Amanecer sin Ti
- Shakira — Suerte

#### MTV Latin America (Atlantic)
Diego Torres — Color Esperanza
- Babasónicos — El Loco
- Érica García — Positiva
- Enrique Iglesias — Escapar
- Juanes — A Dios le Pido
- Shakira — Suerte

## Fellépők

### Elő-show
- Avril Lavigne — Complicated/Sk8er Boi
- Ludacris (közreműködik I-20 és Mystikal) — Rollout (My Business)/Move Bitch

### Fő show
- Bruce Springsteen és az E Street Band — The Rising
- Pink — Just Like a Pill
- Ja Rule, Ashanti és Nas — Down 4 U/One Mic
- Shakira — Objection (Tango)
- Eminem — White America/Cleanin' Out My Closet
- P. Diddy (közreműködik Busta Rhymes, Ginuwine, Pharrell és Usher) — Bad Boy for Life/I Need a Girl (Part One)/I Need a Girl (Part Two)/Pass the Courvoisier, Part II
- Sheryl Crow — Safe and Sound
- The Hives — Main Offender
- The Vines — Get Free
- Justin Timberlake (közreműködik Clipse) — Like I Love You
- Guns N’ Roses — Welcome to the Jungle/Madagascar/Paradise City

## Díjátadók
- Britney Spears, Michael Jackson — Legjobb pop videó
- Enrique Iglesias és Kylie Minogue — Legjobb R&B videó
- Mary-Kate és Ashley Olsen — Legnagyobb áttörés
- Anthony Kiedis és Brittany Murphy — MTV2 díj
- Johnny Knoxville, Bam Margera és Steve-O — Legjobb rap videó
- Linkin Park (Mike Shinoda és Chester Bennington) és a P.O.D. (Sonny Sandoval és "Wuv") — Legjobb hiphopvideó
- Simon Cowell, Paula Abdul, Randy Jackson, Kelly Clarkson és Justin Guarini — Legjobb új előadó egy videóban
- David Lee Roth és Sammy Hagar — Legjobb rock videó
- Carson Daly — Legjobb csapatvideó
- Lisa Marie Presley és Avril Lavigne — Legjobb női videó
- Christina Aguilera — Legjobb férfi videó
- ’N Sync (Justin Timberlake, JC Chasez, Chris Kirkpatrick és Joey Fatone) — Közönségdíj
- Nelly és Kelly Osbourne — Az év videója